# François Jacob

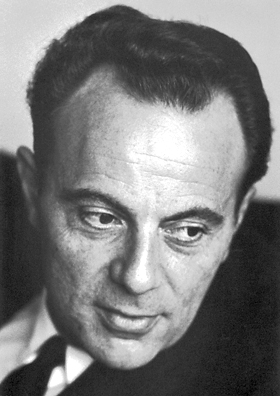
François Jacob

François Jacob (* 17. Juni 1920 in Nancy, Frankreich; † 19. April 2013 in Paris) war ein französischer Mediziner, Genetiker und Molekularbiologe, der mit Jacques Monod das Operon-Modell entwickelt und den Begriff Operon geprägt hat. Dieses Modell, auch Jacob-Monod-Modell genannt, beschreibt den Aufbau prokaryotischer Gene und erklärt, wie deren Aktivität reguliert wird (Genregulation). 1965 erhielt Jacob dafür gemeinsam mit Monod und André Lwoff den Medizin-Nobelpreis.

## Biographie und Lebenswerk
François Jacob wurde als einziger Sohn von Simon Jacob und Thérèse Franck am 17. Juni 1920 in Nancy geboren. Nach seiner Schulzeit am Lycée Carnot in Paris nahm er mit der Absicht, Chirurg zu werden, ein Studium an der Pariser medizinischen Fakultät der Sorbonne auf. Während des Zweiten Weltkrieges musste er jedoch sein Studium unterbrechen. Während seines zweiten Studienjahres im Juni 1940 verließ er Frankreich, um sich den Freien Französischen Streitkräften (France libre) in London als Widerstandskämpfer anzuschließen. Als Sanitätsoffizier nahm er an militärischen Operationen in Fessan, Libyen und Tunesien teil, wo er verwundet wurde. Daraufhin versetzte man ihn zur Second Armoured Division, bei der er im August 1944 in der Normandie abermals schwer verwundet wurde. Sieben Monate kurierte er im Lazarett seine Verletzungen aus. Anschließend wurde ihm das Croix de la Libération (Kreuz der Befreiung), die höchste militärische Kriegsauszeichnung, verliehen. Nach dem Krieg schloss Jacob sein Medizinstudium 1947 in Paris mit der Erlangung des Doktorgrades ab.
Im selben Jahr heiratete er die Pianistin Lise Bloch. Aus der Ehe gingen vier Kinder hervor: Pierre (* 1949), der Philosoph wurde, Laurent und Odile (* 1952) und Henri (* 1954).
Wegen seiner schweren Kriegsverletzungen konnte Jacob nicht als Chirurg tätig werden. So arbeitete er zunächst auf verschiedenen anderen Gebieten, bis er sich 1950 als Schüler von André Lwoff am Institut Pasteur der Biologie zuwandte. 1951 schloss er sein naturwissenschaftliches Studium ab und erlangte 1954 die Doktorwürde an der Sorbonne mit einer Arbeit über lysogene Bakterien und das Provirus-Konzept («Lysogenic bacteria and the provirus concept»). 1956 wurde er zum Labordirektor ernannt. Ab 1960 war er Leiter der kurz zuvor eingerichteten Abteilung für Zelluläre Genetik am Institut Pasteur. 1964 erhielt er eine Professur am Collège de France, wo ein Lehrstuhl der Zellgenetik für ihn geschaffen wurde.
François Jacob beschäftigte sich besonders mit genetischen Mechanismen bei Bakterien und Bakteriophagen sowie den biochemischen Folgen von Punktmutationen. Anfangs untersuchte er die Eigenschaften lysogener Bakterien und wies deren Widerstandsfähigkeit gegenüber Prophagen nach, die er mit der Existenz von Mechanismen erklärte, die die Aktivität von Prophagen-Genen hemmen.
1954 begann eine langjährige und fruchtbare Zusammenarbeit mit Elie Wollman, bei der Zusammenhänge und Beziehungen zwischen dem genetischen Material des Bakteriums und seines Prophagen aufgeklärt wurden. Diese Studien führten zum Verständnis der Bakterienkonjugation und ermöglichten eine Analyse des genetischen Apparates einer Bakterienzelle. In ihrer Zusammenarbeit entwickelten sie viele neue Konzepte: So erklärten sie den Genaustausch zwischen Spender- und Empfänger-Zellen während einer Konjugation, wiesen die circuläre Struktur des Bakterienchromosoms nach und entdeckten Episome. Die Ergebnisse ihrer Forschungsarbeit fassten sie in dem Werk Sexualität und Bakteriengenetik zusammen.
Bemerkenswerte Ähnlichkeiten zwischen der Steuerung der Lysogenie und der induzierten Synthese der β-Galactosidase durch Lactose bei Bakterien inspirierten 1958 François Jacob, gemeinsam mit Jacques Monod, die genetischen Mechanismen aufzuklären, die den Genaustausch zwischen Bakterien verursachen und die induzierte Synthese von Proteinen in Bakterien steuern. In diesem Zusammenhang entwickelten Jacob und Monod ein Modell (Operon-Modell) für das Zusammenwirken von Regulatorgenen, Operatoren, Promotoren, Strukturgenen und allosterischen Proteinen, den Repressoren, bei der Synthese von messenger-RNA (Transkription).
1963 trieb Jacob zusammen mit Sydney Brenner die «Replicon»-Hypothese voran, um bestimmte Aspekte der Zellteilung von Bakterien zu erklären. Seitdem widmete sich Jacob der Erforschung von genetischen Mechanismen, die die Zellteilung steuern. 1970 begann er, diese Mechanismen auch an Säugetierzellen aus Zellkulturen zu untersuchen. Im gleichen Jahr veröffentlichte der Zellbiologe das Buch La logique du vivant, une histoire de l’hérédité (Die Logik des Lebenden, eine Geschichte der Vererbung), in dem er beginnend mit dem 16. Jahrhundert wesentliche Stationen bei der Erforschung der Lebewesen nachzeichnete, die zur Molekularbiologie überleiteten. Er verstarb im April 2013 in Paris im Alter von 92 Jahren.

## Auszeichnungen
Neben dem Nobelpreis für Physiologie oder Medizin 1965 wurden François Jacob in Frankreich zahlreiche Wissenschaftspreise verliehen. Hervorzuheben sind der Charles-Léopold-Mayer-Preis durch die Académie des sciences und die Mendel Medal der Genetics Society (beide 1962). Er war seit 1962 ausländisches Mitglied der Danish Royal Academy of Arts and Sciences, ferner der American Academy of Arts and Sciences (1964), der National Academy of Sciences of the United States (1969), der American Philosophical Society (1969) und der Royal Society (1973). Von mehreren Universitäten erhielt er die Ehrendoktorwürde. 1958 wurde er eingeladen, die Harvey-Vorlesung in New York und 1964 die Dunham-Vorlesung an der Harvard University zu halten. 1977 erhielt er die Leeuwenhoek-Medaille der Royal Society.
1990 wurde Jacob als Mitglied in die Academia Europaea und 1996 in die Académie française aufgenommen.
Zur Ehre der beiden Entdecker wird das Operon-Modell zur Genregulation auch als Jacob-Monod-Modell bezeichnet.
François Jacob ist Träger des Ordre de la Libération und war von 2007 bis 2011 der Kanzler des Ordens.